# Seznam barev

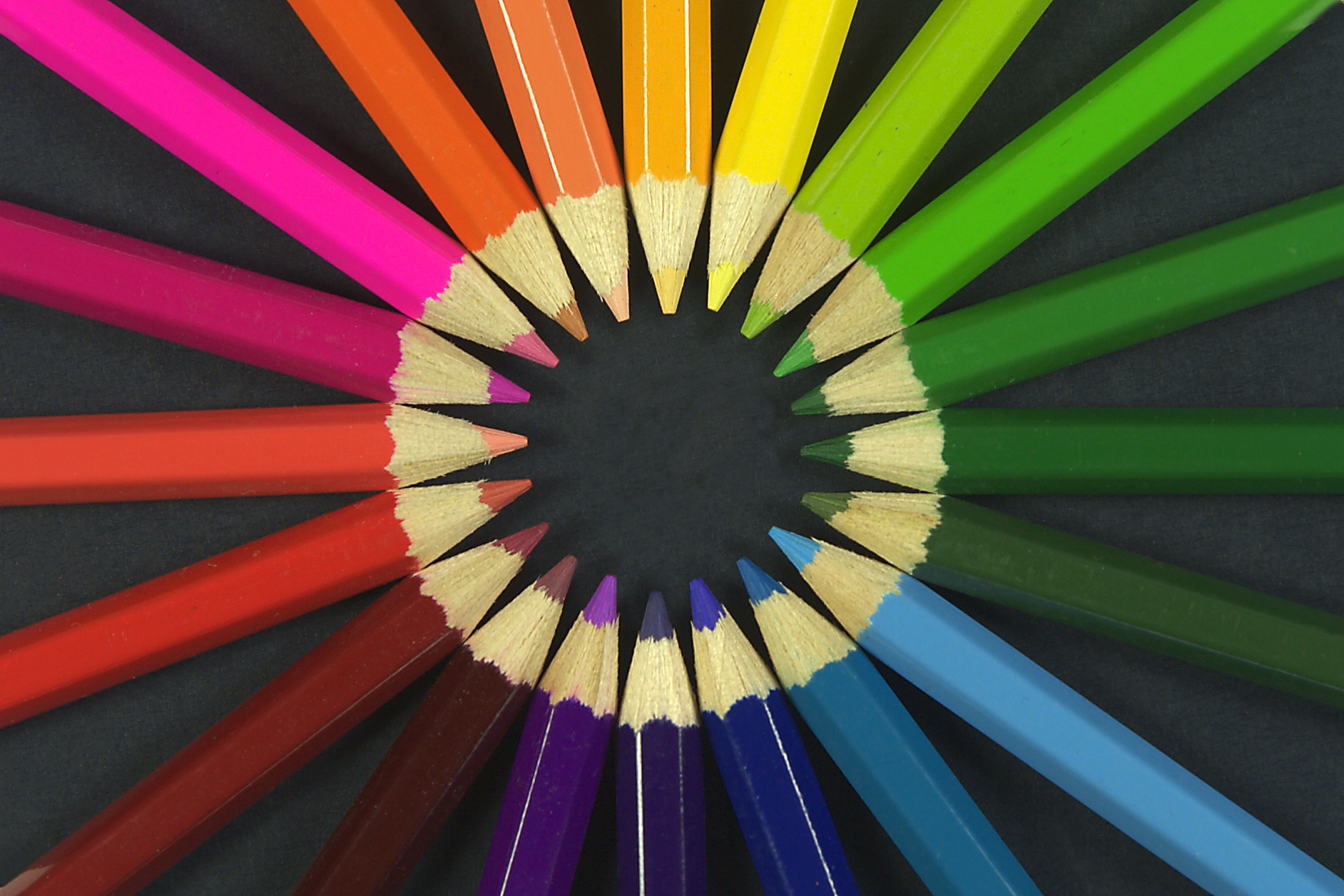
20 různě barevných pastelek

V tomto seznamu jsou nejznámější používané barvy a jejich HTML kódy. Barvy jsou řazeny podle názvu (např. tmavě zelená je pod „T“).
| Barva                  | Vzorek barvy | HTML kód | Popis                                                |
| ---------------------- | ------------ | -------- | ---------------------------------------------------- |
| aqua                   |              | #00FFFF  |                                                      |
| světlá královsky modrá |              | #007FFF  |                                                      |
| béžová                 |              | #F5F5DC  |                                                      |
| bílá                   |              | #FFFFFF  |                                                      |
| bronzová               |              | #CD7F32  |                                                      |
| burgundská             |              | #900020  |                                                      |
| cyanová                |              | #00FFFF  |                                                      |
| čokoládově hnědá       |              | #7B3F00  |                                                      |
| černá                  |              | #000000  |                                                      |
| červená                |              | #FF0000  |                                                      |
| ecru                   |              | #C2B280  |                                                      |
| egyptská modř          |              | #1034A6  |                                                      |
| fialová                |              | #8000FF  |                                                      |
| hnědá                  |              | #993300  |                                                      |
| indigová               |              | #00416A  |                                                      |
| indigová (web)         |              | #4B0082  |                                                      |
| jadeová                |              | #00A86B  |                                                      |
| jantarová              |              | #FFBF00  |                                                      |
| karmínová              |              | #DC143C  |                                                      |
| khaki                  |              | #C3B091  |                                                      |
| kobaltová              |              | #0047AB  |                                                      |
| korálová               |              | #FF7F50  |                                                      |
| kožově žlutá           |              |          | Barva vydělané kůže, měkké usně.                     |
| krémová                |              | #FFFDD0  |                                                      |
| lasturová              |              | #FFF5EE  |                                                      |
| lesní zeleň            |              | #228B22  |                                                      |
| levandulová            |              | #E6E6FA  |                                                      |
| levandulová-zčervenalá |              | #FFF0F5  |                                                      |
| liláková               |              | #C8A2C8  | Růžově nafialovělá (např. květ šeříku obecného).     |
| lněná                  |              | #FAF0E6  |                                                      |
| lososová               |              | #FA8072  |                                                      |
| magenta                |              | #FF00FF  |                                                      |
| mayská modř            |              | #73C2FB  |                                                      |
| meruňková              |              | #FBCEB1  |                                                      |
| modrá                  |              | #0000FF  |                                                      |
| muslimská zeleň        |              | #009000  |                                                      |
| nachová                |              | #D66984  |                                                      |
| navajová bílá          |              | #FFDEAD  |                                                      |
| nebesky modrá          |              | #87CEEB  |                                                      |
| námořní modř           |              | #000080  |                                                      |
| okrová                 |              | #CC7722  | Barva okru, druhu žluté hlinky.                      |
| olivová                |              | #808000  |                                                      |
| oranžová               |              | #FF6600  |                                                      |
| orchideová             |              | #DA70D6  |                                                      |
| plavá                  |              |          | Rezavě nažloutlá (např. jelení nebo lví srst).       |
| pleťová                |              |          | Žlutavě narůžovělá.                                  |
| půlnoční modř          |              | #003366  |                                                      |
| purpurová              |              | #6A0DAD  |                                                      |
| rajčatová              |              | #FF6347  |                                                      |
| rumělková              |              | #E34234  |                                                      |
| růžová                 |              | #FFC0CB  |                                                      |
| ryšavá                 |              |          | Barva suchých blizen šafránu, zrzavá.                |
| šafránová              |              | #F4C430  |                                                      |
| šarlatová              |              | #FF2400  |                                                      |
| šedá                   |              | #808080  |                                                      |
| siena                  |              | #882D17  |                                                      |
| siná                   |              |          | Špinavě namodralá se zeleným nádechem.               |
| sivá                   |              |          | Mdle zelená s modrošedým nádechem (např. nať řepky). |
| středně zelená         |              | #008000  |                                                      |
| stříbrná               |              | #C0C0C0  |                                                      |
| světle žlutá           |              | #F0E68C  |                                                      |
| tmavě hnědá            |              | #654321  |                                                      |
| tmavě modrá            |              | #00008B  |                                                      |
| tmavě zelená           |              | #013220  |                                                      |
| tyrkysová              |              | #40E0D0  |                                                      |
| ultramarínová          |              | #120A8F  |                                                      |
| vínová                 |              | #722F37  |                                                      |
| viridianová            |              | #40826D  |                                                      |
| zelená                 |              | #008001  |                                                      |
| zlatá                  |              | #FFD700  |                                                      |
| žlutá                  |              | #FFFF00  |                                                      |
| žonkylová              |              |          | bledě zlatožlutá.                                    |